# Darke Range Conservation Park
Darke Range Conservation Park är en park i Australien. Den ligger i delstaten South Australia, omkring 270 kilometer nordväst om delstatshuvudstaden Adelaide.
Trakten runt Darke Range Conservation Park är nära nog obefolkad, med mindre än två invånare per kvadratkilometer.. Närmaste större samhälle är Darke Peak, nära Darke Range Conservation Park.
Trakten runt Darke Range Conservation Park består till största delen av jordbruksmark. Genomsnittlig årsnederbörd är 454 millimeter. Den regnigaste månaden är juni, med i genomsnitt 90 mm nederbörd, och den torraste är oktober, med 8 mm nederbörd.